# Isla San Quintín
La Isla San Quintín (en francés: Île Saint-Quentin) se encuentra en la confluencia del río Saint-Maurice y el río San Lorenzo en la ciudad de Trois-Rivières, en la provincia de Quebec, al este de Canadá. Es junto con las islas "Saint-Christophe" y "De La Poterie", la explicación del origen del nombre de la ciudad, en referencia a los tres canales que las forman, ya que el río Saint- Maurice en su desembocadura se cruza con el río San Lorenzo y el agua fluyen entre dos islas.
Debe su nombre a Quentin Moral, comerciante de pieles y uno de los primeros distribuidores en esta isla. Ahora es un centro de actividades al aire libre populares y para la relajación en el corazón de la ciudad. El Santo Patrón de la isla es Quintín de Roma.